# MTV Unplugged (All Time Low)
| Recensione | Giudizio |
| ---------- | -------- |
| AllMusic   | [ 1 ]    |

MTV Unplugged è un EP live del gruppo musicale statunitense All Time Low, pubblicato nel 2010 dalla Hopeless Records. Il disco contiene la registrazione dal vivo dell'esibizione negli studi di MTV per la serie MTV Unplugged.

## Tracce
CD
1. Damned If I Do Ya (Damned If I Don't) – 3:27
2. Coffee Shop Soundtrack – 3:34
3. Remembering Sunday – 4:34
4. Jasey Rae – 3:39
5. Weightless – 4:04
6. Dear Maria, Count Me In – 3:40

Durata totale: 22:58
DVD
1. Damned If I Do Ya (Damned If I Don't)
2. Coffee Shop Soundtrack
3. Remembering Sunday
4. Jasey Rae
5. Weightless
6. Dear Maria, Count Me In
7. Out Takes
8. MTV Unplugged Interview

## Formazione
All Time Low
- Alex Gaskarth – voce, chitarra acustica
- Jack Bassam Barakat – chitarra acustica, seconda voce
- Zachary Steven Merrick – chitarra acustica, seconda voce
- Robert Rian Dawson – percussioni

Produzione
- Ted Jensen – mastering
- Kenneth Mount – mixaggio
- Zack Odom – mixaggio
- Mark Capicotto – copertina, layout